# Vikramasingapuram
Vikramasingapuram (Tamil: விக்கிரமசிங்கபுரம் Vikkiramaciṅkapuram [ʋikːɨrəməˌsiŋɡəpurʌm]; auch Vickramasingapuram) ist eine Stadt im indischen Bundesstaat Tamil Nadu. Die Einwohnerzahl beträgt rund 47.000 (Volkszählung 2011).

## Lage

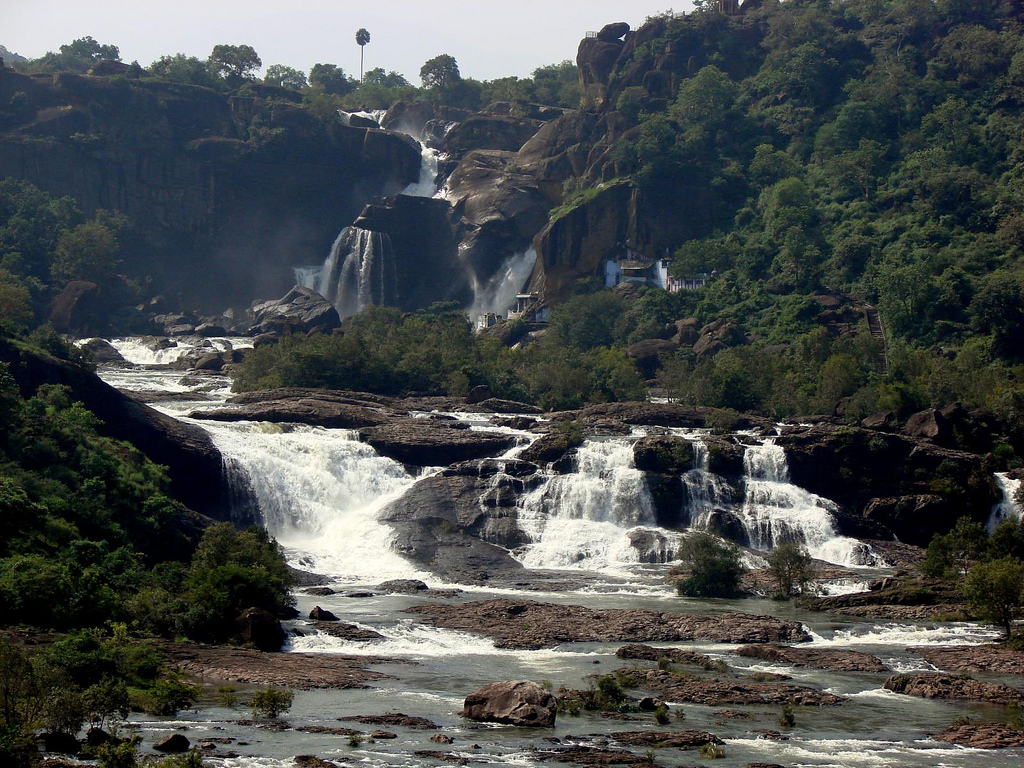
Die Wasserfälle in Papanasam

Vikramasingapuram liegt im Distrikt Tirunelveli im Süden Tamil Nadus rund 50 Kilometer westlich der Distrikthauptstadt Tirunelveli und 10 Kilometer westlich von Ambasamudram. Die Stadt befindet sich am Oberlauf des Thamirabarani-Flusses am Fuße des Agastyamalai-Gebirgszugs, eines Teils der Westghats. Unmittelbar westlich von Vikramasingapuram befindet sich der Ort Papanasam, wo der Thamirabarani, aus den Bergen kommend, einen Wasserfall hinunterstürzt und in die Ebene eintritt. Verwaltungsmäßig gehört Vikramasingapuram zum Taluk Ambasamudram im Distrikt Tirunelveli.

## Bevölkerung
Nach der indischen Volkszählung 2011 hat Vikramasingapuram 47.241 Einwohner. 79 Prozent der Einwohner sind Hindus, daneben gibt es Minderheiten von Christen (14 Prozent) und Muslimen (7 Prozent). Die Hauptsprache ist, wie in ganz Tamil Nadu, das Tamil, das von 98 Prozent der Bevölkerung als Muttersprache gesprochen wird.

## Sehenswürdigkeiten

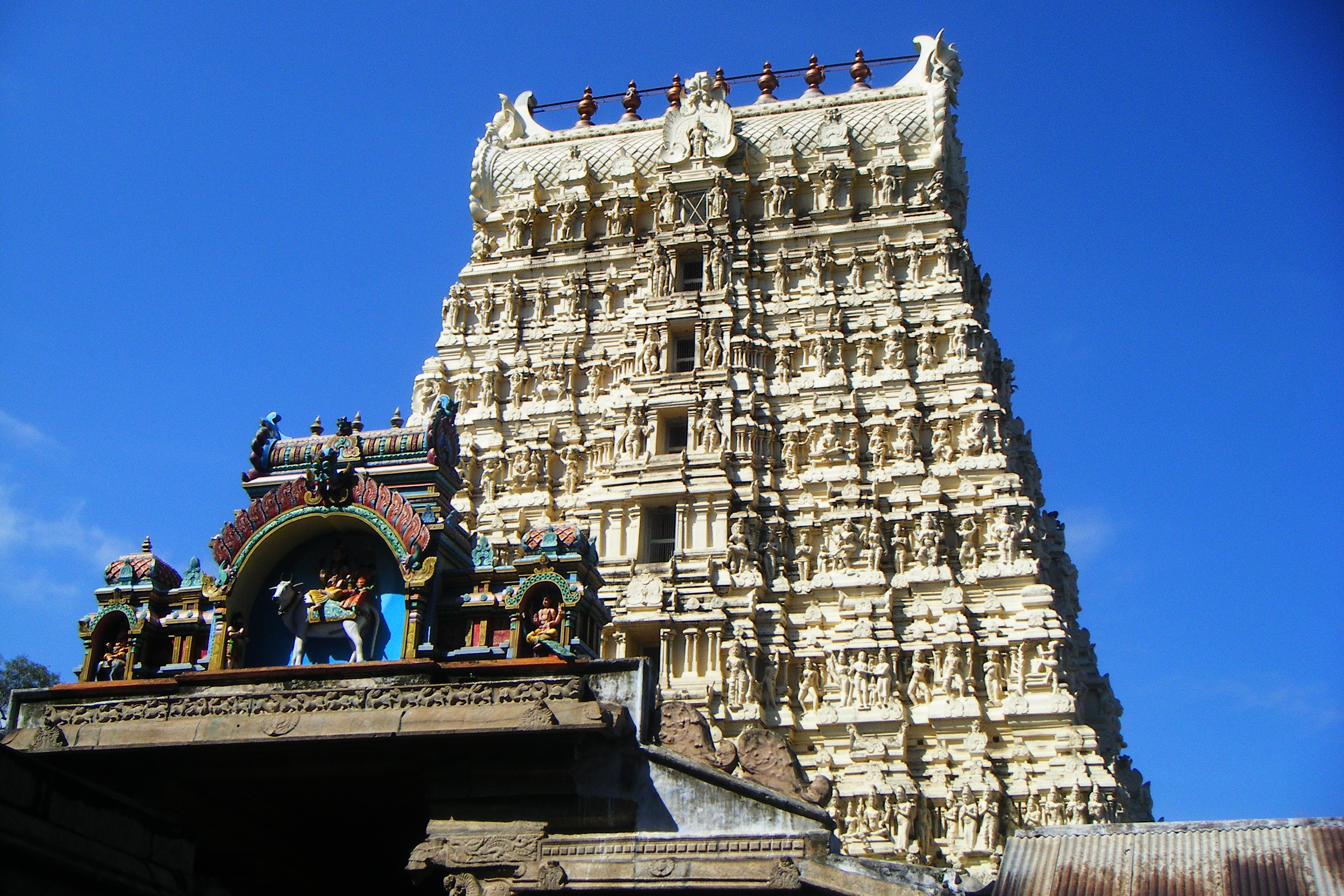
Gopuram (Torturm) des Papanasanathar-Tempels

Im Zentrum Vikramasingapurams befindet sich der Sivanthiappar-Tempel, der dem Hindu-Gott Shiva geweiht ist. Er soll im 17. Jahrhundert unter dem Nayak-Herrscher Sivanthiappa Nayak erbaut worden sein. Bedeutender ist der Papanasanathar-Tempel im benachbarten Papanasam. Er ist ebenfalls Shiva geweiht und befindet sich an der Stelle, wo der Thamirabarani-Fluss in die Ebene eintritt. Oberhalb des Tempels befinden sich die Papanasam- oder Agasthiyar-Wasserfälle, wo der Thamirabarani rund 100 Meter in die Tiefe stürzt. Dem Glauben nach soll das Wasser des Thamirabarani die Sünden der Gläubigen, die im hier baden, wegspülen. Hiervon leitet sich der Name Papanasam („Vernichtung der Sünden“) ab.
In den Bergwäldern oberhalb von Papanasam befindet sich das Mundanthurai-Tigerreservat. Es wurde 1962 zum Schutz der dortigen Königstigerpopulation ausgewiesen.